# Ernst Wilhelm Sachs
Ernst Wilhelm Sachs, född 23 april 1929 på slottet Mainberg utanför Schweinfurt, död 11 april 1977 i Val-d'Isère, var en tysk företagsledare och arvtagare till Fichtel & Sachs. 
Ernst Wilhelm Sachs var äldste son till Willy Sachs och Elinor von Opel och Gunter Sachs var hans yngre bror. Han tog som äldste son över ledningen av Fichtel & Sachs efter faderns död 1958. Han ledning av företaget blev ingen framgångshistoria och efter felsatsningar och förluster lämnade han företagsledningen 1967. Tillsammans med brodern sålde han företaget 1976 till den brittiska koncernen GKN men köpet stoppades av Tysklands konkurrensverk. Istället sålde Ernst Wilhelms Sachs döttrar efter hans död, företaget tillsammans med Gunter Sachs till Mannesmann 1987. Sachs avled i en skidolycka 1977.